# Université Amadou-Mahtar-M'Bow
L'université Amadou-Mahtar-M'Bow est une université du Sénégal située à Diamniadio est inaugurée le 1er décembre 2022.

## Histoire
L'université porte le nom d'Amadou-Mahtar M'Bow,.
Les travaux débuttent en 2017. Son inauguration se déroule le 1 décembre 2022 en présence du président de la république du Sénégal Macky Sall.

## Infrastructures
Les bâtiments de l'université sont construits en partenariat avec la coopération chinoise.